# Ernest Robertowitsch Jachin
Ernest Robertowitsch Jachin (russisch Эрнест Робертович Яхин, wiss. Transliteration Ėrnest Robertovič Jachin; * 9. Januar 1991 in Ufa, Baschkirische ASSR, Russische SFSR, Sowjetunion) ist ein russischer Nordischer Kombinierer.

## Werdegang
Ernest Jachin nahm an den Nordischen Junioren-Skiweltmeisterschaften 2009 in Štrbské Pleso teil. Dort belegte er die Plätze 52 und 54 in den Einzelwettkämpfen. Etwas erfolgreicher gestalteten sich die Titelkämpfe 2010, als er im Teamwettbewerb gemeinsam mit Sergei Proschin, Ruslan Korukin und Wjatscheslaw Barkow Zwölfter wurde. Bereits zuvor hatte er am 13. März 2009 im finnischen Rovaniemi sein Debüt im Continental Cup der Nordischen Kombination mit einem 45. Rang im Gundersen-Wettbewerb von der Normalschanze mit einer sich daran anschließenden Langlaufdistanz über zehn Kilometer.
Bei den Nordischen Skiweltmeisterschaften 2011 in Oslo erreichte er in beiden Einzelwettbewerben den jeweils 53. Rang. Am 8. Januar 2012 debütierte er in Oberstdorf im Weltcup der Nordischen Kombination, als er 43. wurde. Nach der Teilnahme an den Skiweltmeisterschaften 2013 im italienischen Val di Fiemme, ging er auch im Teamwettkampf bei den Olympischen Winterspielen 2014 in Sotschi an den Start, in dem er zusammen mit Jewgeni Klimow, Nijas Nabejew und Iwan Panin den neunten Rang belegte.
Seine erste Platzierung in den Punkterängen bei einem Wettkampf im Rahmen des Weltcups folgte  am 24. Januar 2015 im japanischen Sapporo. Der dort erzielte 22. Platz stellt zugleich sein bislang bestes Ergebnis im Weltcup dar. Bei den Nordischen Skiweltmeisterschaften 2015 im schwedischen Falun nahm er an beiden Gundersen-Wettbewerben teil und wurde 43. von der Normal- sowie 34. von der Großschanze. Zwei Jahre später, bei den Titelkämpfen 2017 in Lahti, erzielte er mit Rang zehn im Team- und Platz 32 im Gundersen-Wettkampf von der Normalschanze seine bislang besten Ergebnisse bei Nordischen Skiweltmeisterschaften. Am Ende der Saison 2016/17 stand mit Platz 55 auch das bislang beste Resultat im Gesamtweltcup zu Buche.

## Statistik

### Olympische Winterspiele
- Sotschi 2014: 9. Team (HS 140/4 × 5 km)
- Pyeongchang 2018: 15. Großschanze, 38. Normalschanze

### Nordische Skiweltmeisterschaften
- Oslo 2011: 53. Gundersen (HS 106/10 km), 53. Gundersen (HS 134/10 km)
- Val di Fiemme 2013: 12. Team (HS 106/4 × 5 km), 13. Teamsprint (HS 134/2 × 7,5 km), 41. Gundersen (HS 134/10 km), 42. Gundersen (HS 106/10 km)
- Falun 2015: 34. Gundersen (HS 134/10 km), 43. (HS 100/10 km)
- Lahti 2017: 10. Team (HS 100/4 × 5 km), 32. Gundersen (HS 100/10 km), 41. (HS 130/10 km)
- Seefeld 2019: 11. Team (HS 109/4 × 5 km), 38. Gundersen (HS 138/10 km), 39. (HS 109/10 km)

### Nordische Junioren-Skiweltmeisterschaften
- Štrbské Pleso 2009: 52. Gundersen (HS 100/10 km), 54. Gundersen (HS 100/5 km)
- Hinterzarten 2010: 12. Team (HS 106/4 × 5 km), 41. Gundersen (HS 106/10 km)
- Otepää 2011: 35. Gundersen (HS 100/10 km)

### Weltcup-Platzierungen
| Saison  | Platz | Punkte |
| ------- | ----- | ------ |
| 2014/15 | 61.   | 009    |
| 2016/17 | 55.   | 017    |
| 2017/18 | 43.   | 036    |
| 2018/19 | 46.   | 039    |

### Continental-Cup-Platzierungen
| Saison  | Platz | Punkte |
| ------- | ----- | ------ |
| 2011/12 | 75.   | 019    |
| 2012/13 | 87.   | 017    |
| 2014/15 | 28.   | 116    |
| 2016/17 | 46.   | 058    |
| 2017/18 | 25.   | 185    |
| 2018/19 | 67.   | 022    |

### Grand-Prix-Platzierungen
| Saison | Platz | Punkte |
| ------ | ----- | ------ |
| 2012   | 47.   | 020    |
| 2014   | 32.   | 016    |
| 2015   | 36.   | 008    |
| 2016   | 44.   | 003    |
| 2017   | 54.   | 009    |
| 2019   | 28.   | 063    |